# Raión de Nemyriv
Raión de Nemyriv (en ucraniano: Немирівський район) es un antiguo raión o distrito de Ucrania en el óblast de Vínnytsia. 
Comprende una superficie de 1290 km².
La capital fue la ciudad de Nemyriv.

## Demografía
Según estimación 2010, contaba con una población total de 52577 habitantes.

## Otros datos
El código KOATUU es 523000000. El código postal 22800 y el prefijo telefónico +380 4331.